# Selyeb
Selyeb è un comune dell'Ungheria di 505 abitanti (dati 2001) . È situato nella contea di Borsod-Abaúj-Zemplén.